# Tirat Carmel
Tirat Carmel (in ebraico טִירַת כַּרְמֶל‎?), o Tirat HaCarmel, è una città nel distretto di Haifa in Israele. Nel 2017 aveva una popolazione di 21 256 abitanti.

## Storia
Nel corso dei secoli, il sito della città moderna fu controllato dapprima dai romani, poi dall'Impero ottomano e infine dai britannici. La città moderna fu fondata sul sito del villaggio palestinese di al-Tira. La città di Tirat Carmel è stata ufficialmente dichiarata città nel 1992.

## Amministrazione

### Gemellaggi
Tirat Carmel è gemellata con:
- Monheim, dal 1989[2]
- Veszprém[3]
- Maurepas[4]
- Şamaxı, dal 2017[5]